# ولیعهد عربستان سعودی
ولیعهد عربستان سعودی (عربی: ولی عهد المملکة العربیة السعودیة)، دومین و بالاترین مقام سیاسی در پادشاهی عربستان سعودی پس از پادشاه است و در صورت وفات یا خالی شدن جایگاه پادشاه، ولیعهد به‌طور خودکار قدرت را به دست می‌گیرد و خاندان حاکم و مردم سعودی با او به‌عنوان پادشاه جدید بیعت می‌کنند. در همان زمان، پادشاه جدید (که پیشتر ولیعهد بوده) فرمانی سلطنتی صادر می‌کند که در آن ولیعهد جدید را معرفی می‌کند. ولیعهد فعلی عربستان سعودی امیر محمد بن سلمان آل سعود است که از ۲۱ ژوئن ۲۰۱۷ در این مقام فعالیت می‌کند.
ولیعهد در غیاب پادشاه و در زمان حضور او در خارج از کشور، مسئولیت اداره امور کشور را بر عهده دارد. در این شرایط، پادشاه فرمان سلطنتی صادر می‌کند و مدیریت امور کشور را تا زمان بازگشت خود به ولیعهد می‌سپارد. پس از صدور این فرمان، عنوان ولیعهد به عربی: نائب خادم الحرمین الشریفین تغییر می‌یابد و تا بازگشت پادشاه این عنوان حفظ می‌شود.

## ولیعهدهای عربستان سعودی (۱۹۳۳ تاکنون)
| نام                                                                            | طول عمر                                 | شروع سلطنت     | پایان سلطنت                         | یادداشت                                                                  | دودمان  | تصویر                          |
| ------------------------------------------------------------------------------ | --------------------------------------- | -------------- | ----------------------------------- | ------------------------------------------------------------------------ | ------- | ------------------------------ |
| سعود بن عبدالعزیز- صاحب السمو الملکی - الأمیر سعود بن عبد العزیز آل سعود       | ۱۵ ژانویهٔ ۱۹۰۲ – ۲۳ فوریهٔ ۱۹۶۹ (۶۷ سال) | ۱۱ مه ۱۹۳۳     | ۹ نوامبر ۱۹۵۳ (شاه شد.)             | فرزند ملک عبدالعزیزو وضحی بنت محمد العریعر                               | آل سعود | Saud of Saudi Arabia           |
| فیصل بن عبدالعزیز- صاحب السمو الملکی - الأمیر فیصل بن عبد العزیز آل سعود       | ۱۴ آوریل ۱۹۰۶ – ۲۵ مارس ۱۹۷۵ (۶۸ سال)   | ۹ نوامبر ۱۹۵۳  | ۲ نوامبر ۱۹۶۴ (شاه شد.)             | فرزند ملک عبدالعزیزو طرفه بنت عبدالله آل شیخ                             | آل سعود | Faisal of Saudi Arabia         |
| محمد بن عبدالعزیز- صاحب السمو الملکی - الأمیر محمد بن عبد العزیز آل سعود       | ۴ مارس ۱۹۱۰ – ۲۵ نوامبر ۱۹۸۸ (۷۸ سال)   | ۲ نوامبر ۱۹۶۴  | ۲۹ مارس ۱۹۶۵ (کناره‌گیری نمود.)      | فرزند ملک عبدالعزیزو الجوهره بنت مساعد بن جلوی آل سعود                   | آل سعود | Muhammad bin Abdulaziz Al Saud |
| خالد بن عبدالعزیز- صاحب السمو الملکی - الأمیر خالد بن عبد العزیز آل سعود       | ۱۳ فوریهٔ ۱۹۱۳ – ۱۳ ژوئن ۱۹۸۲ (۶۹ سال)   | ۲۹ مارس ۱۹۶۵   | ۲۵ مارس ۱۹۷۵ (شاه شد.)              | فرزند ملک عبدالعزیزو الجوهره بنت مساعد بن جلوی آل سعود                   | آل سعود | Khalid of Saudi Arabia         |
| فهد بن عبدالعزیز- صاحب السمو الملکی - الأمیر فهد بن عبد العزیز آل سعود         | ۱۶ مارس ۱۹۲۱ – ۱ اوت ۲۰۰۵ (۸۴ سال)      | ۲۵ مارس ۱۹۷۵   | ۱۳ ژوئن ۱۹۸۲ (شاه شد.)              | فرزند ملک عبدالعزیزو حصه بنت احمد السدیری                                | آل سعود | Fahd of Saudi Arabia           |
| عبدالله بن عبدالعزیز- صاحب السمو الملکی - الأمیر عبدالله بن عبد العزیز آل سعود | ۱ اوت ۱۹۲۴ – ۲۲ ژانویهٔ ۲۰۱۵ (۹۰ سال)    | ۱۳ ژوئن ۱۹۸۲   | ۱ اوت ۲۰۰۵ (شاه شد.)                | فرزند ملک عبدالعزیزو فهده بنت العاصی الشریم الشمّری                       | آل سعود | Abdullah of Saudi Arabia       |
| سلطان بن عبدالعزیز- صاحب السمو الملکی - الأمیر سلطان بن عبد العزیز آل سعود     | ۱ اوت ۱۹۳۱ – ۲۲ اکتبر ۲۰۱۱ (۸۰ سال)     | ۱ اوت ۲۰۰۵     | ۲۲ اکتبر ۲۰۱۱ (حین ولیعهدی درگذشت.) | فرزند ملک عبدالعزیزو حصه بنت احمد السدیری                                | آل سعود | Sultan bin Abdulaziz           |
| نایف بن عبدالعزیز- صاحب السمو الملکی - الأمیر نایف بن عبد العزیز آل سعود       | ۲۳ اوت ۱۹۳۴ – ۱۶ ژوئن ۲۰۱۲ (۷۷ سال)     | ۲۹ اکتبر ۲۰۱۱  | ۱۶ ژوئن ۲۰۱۲ (حین ولیعهدی درگذشت.)  | فرزند ملک عبدالعزیزو حصه بنت احمد السدیری                                | آل سعود | Nayef bin Abdulaziz            |
| سلمان بن عبدالعزیز- صاحب السمو الملکی - الأمیر سلمان بن عبد العزیز آل سعود     | ۳۱ دسامبر ۱۹۳۵ ‏(۸۹ سال)                 | ۱۶ ژوئن ۲۰۱۲   | ۲۳ ژانویه ۲۰۱۵ (شاه شد.)            | فرزندملک عبدالعزیزو حصه بنت احمد السدیری                                 | آل سعود | Salman bin Abdulaziz           |
| مقرن بن عبدالعزیز- صاحب السمو الملکی - الأمیر مقرن بن عبد العزیز آل سعود       | ۱۵ سپتامبر ۱۹۴۵ ‏(۷۹ سال)                | ۲۳ ژانویه ۲۰۱۵ | ۲۹ آوریل ۲۰۱۵ (برکنار شد.)          | فرزند ملک عبدالعزیزو برکة الیمنیه                                        | آل سعود |                                |
| محمد بن نایف- صاحب السمو الملکی - الأمیر محمد بن نایف بن عبد العزیز آل سعود    | ۳۰ اوت ۱۹۵۹ ‏(۶۵ سال)                    | ۲۹ آوریل ۲۰۱۵  | ۲۱ ژوئن ۲۰۱۷ (برکنار شد.)           | فرزند نایف بن عبدالعزیز و الجوهره بنت عبدالعزیز بن مساعد بن جلوی آل سعود | آل سعود | Muhammad bin Naif              |
| محمد بن سلمان- صاحب السمو الملکی - الأمیر محمد بن سلمان بن عبد العزیز آل سعود  | ۳۱ اوت ۱۹۸۵ ‏(۳۹ سال)                    | ۲۱ ژوئن ۲۰۱۷   | ولیعهد کنونی عربستان سعودی          | فرزند سلمان بن عبدالعزیزو فهده بنت فلاح آل حثلین عجمی                    | آل سعود |                                |